# Michael Silberstein
Michael Silberstein (geboren 21. November 1834 in Witzenhausen, Kurhessen; gestorben 13. Oktober 1910 in Wiesbaden) war ein deutscher Rabbiner und Schriftsteller.

## Leben
Michael Silberstein war der Sohn des Religionslehrers Joël Silberstein und von Jette Wertheimer. Er erhielt Talmudunterricht beim Ortsrabbiner Frenckel, besuchte die Bürgerschule und erhielt Privatunterricht in Deutsch, Latein und Französisch.
Silberstein sollte zunächst Kaufmann werden. Da er aber Rabbiner werden wollte, besuchte er ab 1850 die eben erst begründete Bildungsanstalt für jüdische Lehrer in Hannover (Veitel Ephraimsche Stiftung), die er nach drei Jahren mit dem Abschlussexamen verließ. Er betrieb weitere Studien in Kassel und beim Rabbiner Heilbut in Geestemünde.
An der Friedrich-Wilhelms-Universität zu Berlin studierte er von 1855 bis 1858 Theologie und Philosophie. Seine Vorbilder und Lehrer waren die ganz gegensätzlichen Rabbiner Michael Sachs und Joseph Aub. Leopold Ranke weckte und förderte seinen historischen Sinn. Zeitweilig studierte er am Jüdisch-Theologischen Seminar in Breslau Fraenckel’sche Stiftung.
Seine erste Stellung als Lehrer nahm er in 1858 Pleschen, Provinz Posen, an; er wurde aber schon nach kaum anderthalb Jahren 1860 als Religionslehrer und Prediger an der Kreissynagoge nach Lyck (Ostpreußen) berufen.
Im Jahre 1861 promovierte er in Jena mit der Dissertation De Abraham ben Meïr Aben Esrae principiis philosophiae.
Im November 1864 heiratete er Rebecca Maurer aus Hannoversch-Münden (geboren 1840).
Im Jahre 1865 wurde er als Rabbiner ordiniert von Joseph Aub in Mainz.

### Buttenhausen und Mühringen
Nach achtjähriger Tätigkeit siedelte er dann 1868 nach Württemberg über, wo er zunächst das Rabbinat der Jüdischen Gemeinde Buttenhausen übernahm. In den Jahren 1871–1872 erfuhr die Synagoge durch ihn eine grundlegende Erneuerung und Erweiterung. Im Jahre 1874 wurde er nach Mühringen im Schwarzwald versetzt, wo er bis 1885 wirkte. 1869 berief die württembergische Regierung eine Delegiertenversammlung zwecks Beratung eines Verfassungsentwurfs für die israelitische Glaubensgemeinschaft ein. Silberstein, als rabbinisches Mitglied dieser Kommission, trat damals mit einem längeren Exposé vor das Plenum und hatte die Genugtuung, dass seine Vorschläge fast sämtlich angenommen wurden. Durch seine Rede am Grabe Berthold Auerbachs wurde Dr. Silberstein in der breitesten Öffentlichkeit bekannt, und als der Rabbinatssitz in Wiesbaden vakant wurde, wurde er als Rabbiner eingesetzt.

### Wiesbaden
Silberstein gründete den Israelitischen Unterstützungsverein, den Israelitischen Waisenfonds und die Gemeindebibliothek. Besonders aktiv war sein Engagement in der Alliance Israélite Universelle und im Deutsch-Israelitischen Gemeindebund. Er gründete eine Stiftung zur Unterstützung jüdischer Studierender, die Dr. Michael und Rebekka Silberstein-Stiftung. Er erhielt für seine Verdienste den Roten Adlerorden IV. Klasse.

## Publikationen
- Rede gehalten bei der Beeidigung eines jüdischen Juristen vor dessen Eintritt in den Staatsdienst. In: Jüdisches Volksblatt. 1865.
- Durch Lässigkeit sinkt das Gebälk. Schemini Azeret-Predigt. In: Ben-Chananja. Monatsschrift für jüdische Theologie und für jüdisches Leben in Gemeinde, Synagoge und Schule. Beilage, Szegedin 1866.
- Gelegenheitspredigten jüdischer Kanzelredner. Vierter Band: Dāvār be'ittō. Predigten bei besonderen, die Gemeinde berührenden Veranlassungen. Stutsch Verlagsbuchhandlung, Breslau 1870 GoogleBooks.
- Predigt bei der Sieges- und Friedensfeier. Esslingen 1871.
- Moses Mendelssohn. Ein Lebensbild. Vortrag, Esslingen 1872.
- Das Gotteshaus - unser Wächter. Predigt bei der Einweihung der restaurirten Synagoge in Buttenhausen. Esslingen 1872.
- Die Sociale Frage und die Mosaische Gesetzgebung. Vortrag geh. am 3. März 1873. Esslingen 1873.
- Die israelitische Familie. Predigt. und Dieses Jahr hier, und künftiges Jahr im heiligen Lande. Predigt. In: Israelisches Predigt-Magazin. Herausgegeben von Rahmer, 1875.
- Die Helden sind gefallen. Zwei Gedächtnissreden auf Kaiser Wilhelm I. und Kaiser Friedrich Wilhelm. 1880.
- Worte gesprochen an der Bahre von Berthold Auerbach. Breslau 1882.
- Unsere Alliancen. Esslingen 1883.
- Blätter zur Erinnerung an den Abschied von der Synagoge in Wenkheim, sowie an die Einweihung der neuen Synagoge in Tübingen. Vier Predigten, nebst einer Geschichte der Gemeinde Esslingen. 1883.
- Das geistliche Amt ein Hirtenamt. Antrittspredigt in Wiesbaden. 1884.
- Ein Jünger Moses Mendelssohns. Rede am Grabe des sel. Landes-Rabbiner Dr. Lazar Adler in Cassel gehalten. Kassel 1886.
- Gabriel Rießer. Ein Kämpfer für Recht und Freiheit. Vortrag, gehalten am 3. Februar 1890. Brönner, Frankfurt am Main 1890 (Digitalisat).
- Leitfaden für den Israelitischen Religionsunterricht, zugleich zur Vorbereitung auf die Confirmation. Wiesbaden 1888, 2. Auflage 1889.
- Einleitende Ideen zur Geschichte der Juden und des Judentums. 1891.
- Die Israelitische Religionsschule in Ihrer Geschichtlichen Entwickelung, mit besonderer Berücksichtigung des nassauischen Verhältnisse. Vortrag, 1891.
- Wolf Breidenbach und die Aufhebung des Leibzolls in Deutschland. 1891.
- Mein Glaube: eine Dichtung. 1906.